# Andreas Londos

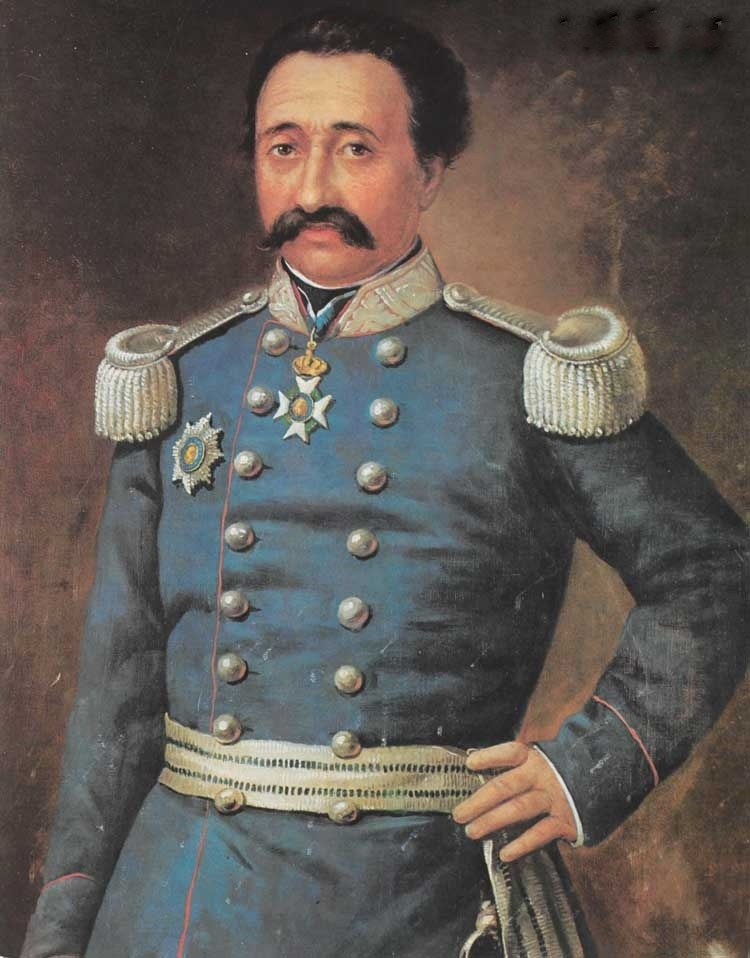
Porträt von Andreas Londos

Andreas Sotiraki Londos (griechisch Ανδρέας Σωτηράκη Λόντος; * 1784 oder 1786 in Egio, Achaia; † 24. September 1846 in Athen) war ein griechischer Freiheitskämpfer, Politiker und Mitglied der Filiki Eteria zur Zeit des Griechischen Unabhängigkeitskrieges. Während der Revolution unterhielt er sein eigenes Militärkorps, mit dem er an der Belagerung von Patras und Mesolongi sowie an den Feldzügen in Ost- und Westgriechenland teilnahm.
Später wurde er unter anderem Verteidigungsminister im Königreich Griechenland. Er engagierte sich zudem in gesellschaftlichen Angelegenheiten und war Mitbegründer mehrerer wohltätiger, wissenschaftlicher und erzieherischer Organisationen. Darüber hinaus nahm er als Leitung der Englischen Partei, an der antimonarchischen Revolution des 3. September 1843 gegen König Otto teil. Die Umstände seines Todes, bei dem ein Suizid vermutet wurde, führten zu Konflikten zwischen Kirche, Staat sowie der Bevölkerung hinsichtlich seiner Bestattung.

## Frühes Leben
Die Quellen zum Geburtsjahr von Andreas Londos variieren; neben den bereits genannten möglichen Geburtsjahren wird auch 1785 und 1789 in manchen Fällen angegeben. Andreas Londos stammte aus der prominenten und reichen Familie Londos in Egio (ehemals Vostitsa) und hatte mindestens zwei Brüder, Anastasios und Lukas. Andreas´ Großvater, Golfinos Londos, hatte bereits 1770 an der Orlow-Revolte teilgenommen. Einer der berühmtesten Philhellenen, Lord Byron, nahm 1809 in Egio erstmals Kontakt zu Londos auf und korrespondierte später mit ihm im Jahre 1824. Weitere Korrespondenz hielt Andreas mit dem deutschen Philologen Friedrich Thiersch. Der Vater von Andreas Londos, der Kotzabaside Sotirakis Londos, war eine führende Figur der prärevolutionären Zeit, bis er im Oktober 1812 von den Türken enthauptet wurde. Nach der Exekution seines Vaters floh Andreas nach Konstantinopel, wo er dank seiner familiären Abstammung sowie „seines Charakters“ zahlreiche Kontakte knüpfen konnte.
Andreas Londos lebte eine Zeit lang in der Stadt und kehrte 1816 auf den Peloponnes zurück. Dort schloss er Freundschaft mit dem jungen Wālī Sakir Ahmed. Nach seiner Rückkehr nach Egio 1818 wurde er durch die Hohe Pforte in den Rang eines Kotzabasiden erhoben. Am 17. November desselben Jahres wurde er von Antonius Pelopidas in die Filiki Eteria aufgenommen und arbeitete an der Vorbereitung und Durchführung der Revolution mit. Außerdem initiierte er weitere mächtige Akteure der Region in den Geheimbund.

## Beteiligung an der Griechischen Revolution

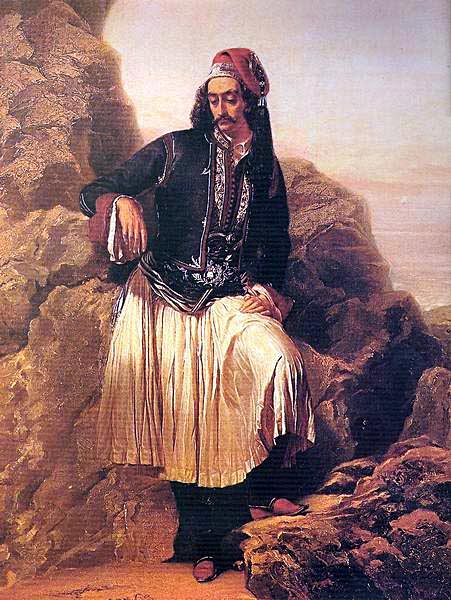
Andreas S. Londos, gemalt von Louis Dupré

Ende Januar 1821 veranstaltete er in seinem Haus die Konferenz von Vostitsa und unterstützte Papaflessas’ Ansichten für den sofortigen Beginn der Revolution. In seinem Haus waren neben Papaflessas und dem "Apostel" Alexander Ypsilantis auch bekannte britische Persönlichkeiten wie Lord Byron und John Hobhouse zugegen. Gemeinsam mit seinen Brüdern Anastasios und Lukas nahm er aktiv an der Revolution teil. Am 23. März rief er in Egio (Vostitsa) die Revolution aus, vertrieb die dort ansässigen Türken (um die 30 Familien) kampflos, die mit Booten in den Golf von Korinth flüchteten. Er hisste die erste griechische Flagge der Revolution in Egio und verstärkte die Stadt mit einer Garnison von etwa 200 Mann.
Am 24. März führte Londos ein Korps von 400 Kämpfern nach Patras, das zuvor von Panagiotis Karatzas und anderen Partisanenführern erobert worden war. Dort wurde er zusammen mit Germanos von Patras und Andreas Zaimis Mitbegründer des „Achäischen Triumvirats“, das Vostitsa, Patras und Kalavryta repräsentierte. Aufgrund von Meinungsverschiedenheiten zwischen den Anführern wurde jedoch die Belagerung der Festung von Patras abgebrochen, und die Stadt fiel schließlich in die Hände von Yusuf Pascha. Anschließend nahm Andreas Londos (nach dem 25. März) Rio ein. Danach errichtete er im Dorf Sella ein Lager für sein Korps, zwischen Patras und Egio. Obwohl er kein ausgebildeter Soldat war, blieb Londos in militärischen Angelegenheiten involviert und führte Kämpfer an, die er mit seinen eigenen finanziellen Mitteln unterstützte. Er war womöglich an der Ermordung von Antonis Oikonomou auf Hydra beteiligt, was seine Teilnahme an der Ersten Nationalversammlung verhinderte. Politisch schloss er sich mit Alexandros Mavrokordatos zusammen.

Die von Andreas Londos zu Beginn des Griechischen Unabhängigkeitskrieges gehisste Flagge, die auch als Fahne seines Korps galt.

Im Juli 1822 umzingelten und griffen Truppen griechischer Kämpfer unter Londos, Zaimis und Petmezas bei Akrata eine Gruppe von 4.000 Osmanen an, die nach ihrer Niederlage gegen Nikitaras in der entscheidenden Schlacht von Dervenakia auf dem Weg nach Patras waren. Diese Osmanen waren Überlebende der Dramali-Expedition. Nur wenigen Osmanen gelang die Flucht, während Yusuf Pascha Schiffe entsandte, um sie nach Patras zu bringen. Im Oktober 1822 ging Andreas Londos nach Mesolongi und verstärkte es während der ersten Belagerung der Stadt mit etwa 700-800 Kämpfern.
Londos setzte einen großen Teil seines persönlichen Vermögens ein, um seine Soldaten auszurüsten und finanziell zu unterstützen. Bemerkenswert war seine Großzügigkeit während dieser Zeit. Er verschenkte sein gesamtes Eigentum und zeigte keinerlei Zurückhaltung. Als Odysseus Androutsos ihn einmal aufforderte, „sein Geld zurückzuhalten, damit er nicht für sein Haus bezahlen muss“ (oder: „Londo, Londo, behalte und spare dein Geld, damit dein Haus nicht um Brot bettelt!“), soll Londos folgendes erwidert haben: „Mein Vaterland ist mein Reichtum! Meine Felder sind Griechenland!“
Obwohl er während des Unabhängigkeitskrieges kein wichtiges politisches Amt bekleidete, beteiligte er sich aktiv an den politischen Prozessen und Konflikten im Zusammenhang mit der griechischen Revolution.

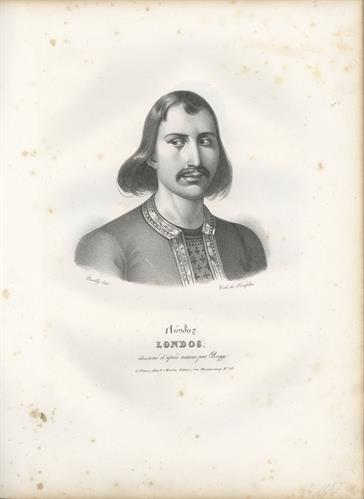
Andreas Londos, von Giovanni Boggi (1826)

Während der griechischen Bürgerkriege innerhalb der Revolution, stellte er sich im ersten Bürgerkrieg (1823-1824) auf die Seite der Regierung. Als er jedoch erkannte, dass Georgios Koundouriotis zunehmend an Macht gewann, schloss er sich im zweiten Bürgerkrieg (1824-1825) der Fraktion von Theodoros Kolokotronis an und nahm mit seinen Anhängern an bewaffneten Auseinandersetzungen teil. In der Schlacht von Kerpini (Dezember 1824), in der die Regierungstruppen siegten, wurde er zusammen mit seinem Cousin und Unterführer Andreas Zaimis gezwungen, auf dem westlichen Festland und später auf der britisch besetzten Insel Kalamos Zuflucht zu suchen. Nach der Landung von Ibrahim Pascha auf dem Peloponnes kehrte Londos im April 1825 nach Achaia zurück und rekrutierte auf eigene Kosten zahlreiche Kämpfer, um die osmanische Invasion militärisch abzuwehren. Da jedoch die Koundouriotis-Regierung Londos weiterhin verfolgte, versteckte er sich bis Mitte Mai 1825 im Dorf Spathari in Gortynia. Später, im Zuge der drohenden Invasion durch Ibrahim Pascha, wurde eine Generalamnestie gewährt, und Kolokotronis, mittlerweile Oberbefehlshaber der peloponnesischen Armee, verbündete sich erneut mit Londos. Ihre Beziehung blieb jedoch angespannt, was sich in den begrenzten militärischen Erfolgen widerspiegelte. Schließlich entzog ihm die 3. Nationalversammlung, deren Mitglied er war, das Kommando über die Streitkräfte von Egio, da ihm vorgeworfen wurde, auf Kosten der Bewohner von Korinth eigenmächtig gehandelt zu haben.

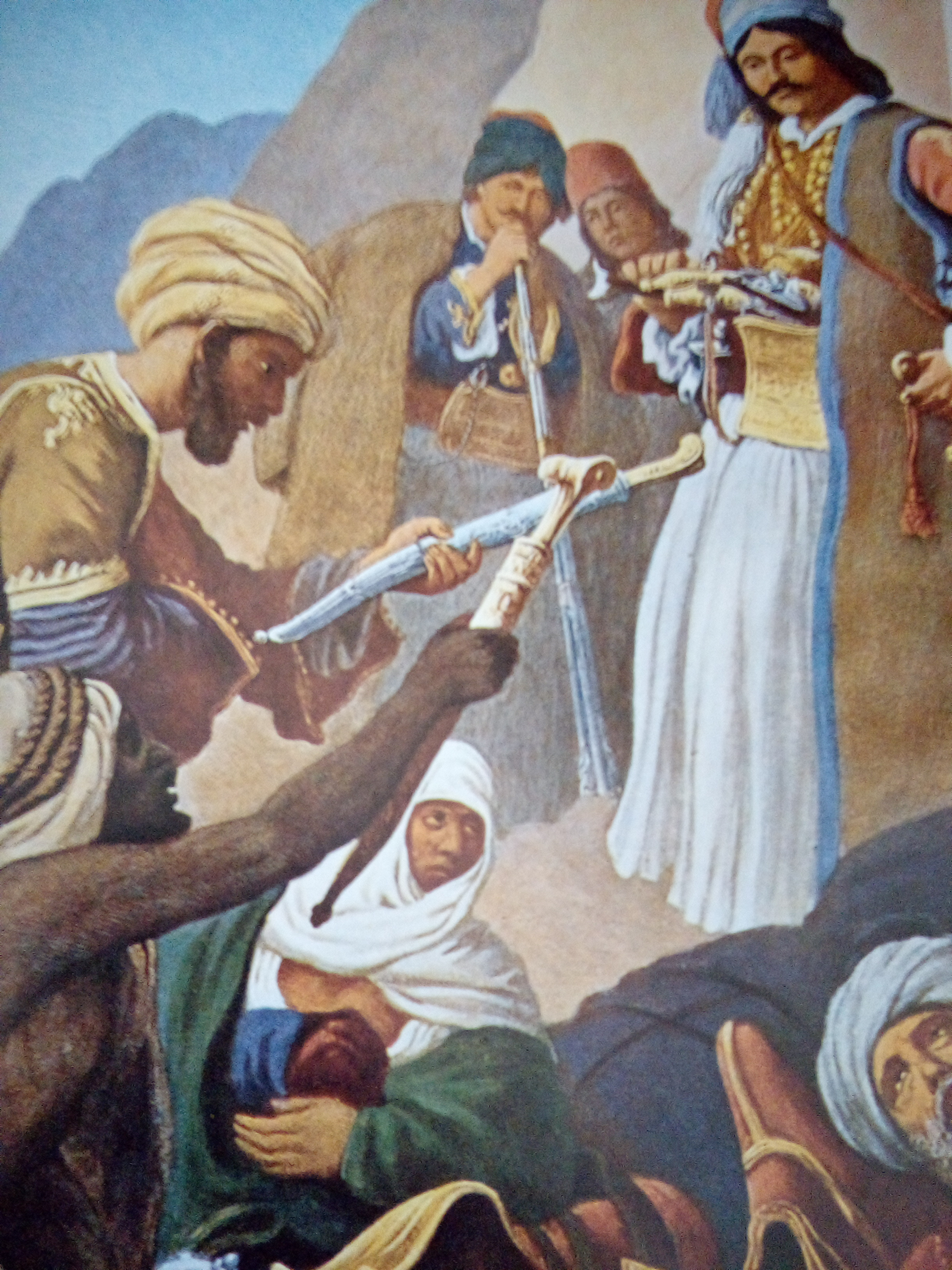
Die Osmanen ergeben sich vor den Anführern der griechischen Revolutionskräfte. Andreas Londos ist oben rechts im Bilde zu sehen. Daneben stehen Andreas Zaimis sowie Odysseas Androutsos. Lithographie von Peter von Hess. „Londos besiegt bei Vostitza 3000 Türken durch Hunger“

In den Memoiren des Freiheitskämpfers Fotios Chrysanthopoulos (Fotakos) finden sich Berichte über die Teilnahme von Andreas Londos am griechischen Unabhängigkeitskrieg. Chrysanthopoulos beschreibt Londos' Aktionen wie folgt:
„Die Streifzüge dieses Soldaten auf dem Peloponnes und von dort nach Mesolongi sind bekannt. Er nahm an der Belagerung von Patras teil und sammelte auch die Reste der Armee von Dramali in Akrata ein. Und bei vielen Gelegenheiten vertrat er den Generalchef Th. Kolokotronis während der Zeit von Ibrahim Pascha. Er wurde zum Senator des Peloponnes gewählt, aber er ging nicht nach Tripolitsa, sondern Konstantinos Demetriou wurde als sein Vertreter geschickt. Zu Beginn der Revolution wurde das Gewicht seines Namens viel genutzt. Er wurde auch von der Regierung von Koundouriotis verfolgt und floh vom Peloponnes, als Kolokotronis und die anderen auf Hydra inhaftiert wurden.“
Insgesamt nahm Andreas Londos an 17 Schlachten und Belagerungen teil.

## Nach der Griechischen Revolution
Nach der Revolution wurde Londos von seinem politischen Gegner Ioannis Kapodistrias, dem ersten Staatsoberhaupt des unabhängigen Griechenlands, ins Abseits gedrängt. Folglich arbeitete er mit der Opposition auf Hydra zusammen. Londos missbilligte die Ermordung von Kapodistrias und wurde mit der Ankunft Ottos zu einem führenden Mitglied der Englischen Partei. 1833 zog er nach Nafplio, um König Otto bei dessen Ankunft zu empfangen. 1835 ernannte Otto ihn zum Oberst und dann zum Verteidigungsminister. Bis 1841 hielt Londos als Staatsberater noch an Ottos Politik fest, änderte jedoch nach und nach seine Haltung und unterstützte die liberalen Forderungen nach einer Verfassung. Diese politische Wende führte dazu, dass er sich aktiv an den Vorbereitungen der Bewegung gegen König Otto beteiligte. Bei der Revolution des 3. September 1843 war Londos eine zentrale Figur und fungierte als Anführer der Englischen Partei. Im März 1844 übernahm er das Amt des Innenministers. In der Regierung von Andreas Metaxas übernahm er das Ministerium für militärische Angelegenheiten und wurde zudem als Vizepräsident oder Präsident der Nationalversammlung für die Ausarbeitung der Verfassung von 1844 berufen.
Bei den Wahlen von 1845 wurde Andreas Londos zum Abgeordneten gewählt, verlor jedoch seinen Sitz aufgrund der Einmischung des Alten Schlosses und des Aufstiegs von Ioannis Kolettis. Daraufhin wurde er des Landes verwiesen und verlor alle seine Ämter. Enttäuscht von der Undankbarkeit der damaligen Machthaber zog er sich aus der Politik und dem öffentlichen Leben zurück, während er „in Armut lebte und seiner Bedürfnisse beraubt war“. Das einst große Familienvermögen war während des Kampfes ausgegeben worden oder verloren gegangen. Ständig in finanzielle Not geraten, bat er seine „Brüder und Schwestern“ um Geld. Sein großer Besitz in Egio wurde verkauft, doch seine Schulden blieben bestehen. Zu späten Lebensjahren soll es Andreas Londos an den „grundlegendsten Dingen“ gefehlt haben, gleichwohl er noch mehrere Diener hatte. Die hohen Schulden, die er angesammelt hatte, könnten zum möglichen Selbstmord von Andreas Londos am 24. September 1846 beigetragen haben.
Ioannis Makrygiannis bemerkte in seinen Memoiren dazu: „[…] er verschuldete sich so sehr, dass seinen Taten nie eine Grenze gesetzt war.“

## Tod und Beerdigung
Am Dienstag, dem 24. September 1846, wurde Andreas Londos um halb sieben Uhr morgens im Schlafzimmer seines Hauses in Athen tot aufgefunden. In den Zeitungen jener Zeit, wird Generalmajor Londos als das „letzte Überbleibsel derer bezeichnet, die sich in Agia Lavra versammelten und die Fahne des Volksaufstandes gehisst hatten“. Neben ihm lag eine Pistole. Berichten zufolge hatte er zuvor seinen Diener beauftragt, einen Barbier zu holen, da er ausgehen wollte, während er gleichzeitig eine Waffe inspizierte. Diese Waffe hatte er am Vortag von seinem Diener Christos Souliotis angefordert. Die Nachricht von Londos’ Tod verbreitete sich schnell in der Stadt, und eine Menschenmenge versammelte sich vor seinem Haus. Um die Ordnung aufrechtzuerhalten, wurde ein militärischer Trupp entsandt.
Am Abend zuvor war alles wie gewohnt verlaufen. Er hatte mit Elias Kalamogdarti zu Abend gegessen, und für den Tag des Vorfalls hatte er einige seiner Bekannten (D. Zotos, I. Karagiannopoulos, P. Kalliga, E. Kokkinos) in sein Haus eingeladen. Später, nachdem er einige Verpflichtungen erfüllt hatte, wollte er zu einem Fest in einem Kloster in Pendeli gehen, wo sein Bruder Anastasios und dessen Familie auf ihn warteten. Noch am selben Tag schickte er seinen Diener los, um eine Kutsche für ihn zu besorgen. Am 27. September 1846Jul. beging er nun womöglich Selbstmord, der medizinische Bericht konnte jedenfalls nicht mit Sicherheit beweisen, dass er sich suizidierte.
Ein Auszug aus dem ärztlichen Bericht des 25. September 1846 lässt folgendes verlauten:
„[...] und aus all dem wird gefolgert, dass diese tödliche Kopfverletzung durch eine Schussverletzung im Mund oder im Gesicht verursacht wurde. Der vorgefundene Zustand des Kopfes und des Gesichts schließt jede Möglichkeit und jeden Verdacht aus, dass der Schuss von einer anderen Person abgefeuert wurde, und kann nicht eindeutig feststellen, ob das Opfer dies freiwillig, unfreiwillig oder versehentlich getan hat, da aufgrund der vorgefundenen Situation alle drei Möglichkeiten in Betracht kommen.“
Es ist unklar, ob Andreas Londos Selbstmord beging oder versehentlich von der Pistole getroffen wurde, die er möglicherweise während der Inspektion versehentlich abfeuerte. Ein Mord wurde von vornherein ausgeschlossen. Der Schuss traf ihn aus nächster Nähe ins Gesicht, in den Mund. Falls es sich um einen Unfall handelte, bleibt fraglich, wie ein erfahrener Schütze einen solchen Fehler begehen konnte. Zudem stellt sich die Frage, warum er keinen Abschiedsbrief hinterließ, es sei denn, er wurde entfernt. Es gibt Spekulationen über mögliche persönliche Konflikte und Beleidigungen zwischen Londos und Ioannis Makrygiannis, die sich möglicherweise aus Londos' Beziehung zur italienischen Sopranistin Rita Basso-Borio ergeben haben könnten. Makrygiannis soll sich mehrfach abfällig über Londos geäußert haben.
Ein späteres (1864) Zeugnis, das die Selbstmordversion unterstützt, stammt von Londos' persönlichem Freund Nikolaos Dragoumis. Dragoumis, der die schwierige finanzielle Lage Londos’ zur Zeit seines Todes nicht verschweigt, berichtete von einem Gespräch, das er am Tag vor Londos' Tod mit ihm führte. Londos, tief enttäuscht über den Misserfolg der Bewegung vom 3. September 1846, in der er eine führende Rolle gespielt hatte, äußerte seine Verzweiflung gegenüber Dragoumis. Er sagte: „Ich hätte nie gehofft, dass nach dem sinnlosen Ausgang der Bewegung und der Aufrichtigkeit der täglichen Ziele die Dinge eine solche Wendung nehmen würden... wenn ich sehe, dass wir das Vaterland in Gefahr gebracht haben, als Sohn von... (er nannte einen Minister), möchte ich mich vor Ungeduld umbringen“.
Kurz nach dem Tod gab es Berichte, dass Alexandros Mavrokordatos, Andreas Metaxas und möglicherweise Konstantinos Zographos Dokumente aus Londos' Haus entfernt hätten. Anastasios Londos wies diese Berichte zurück und erklärte, die Dokumente seien lediglich versiegelt worden. Laut dem Staatsanwalt Mitzakis kam Anastasios Londos erst gegen 11 Uhr am Haus seines Bruders an.
Die rasche Verbreitung des Gerüchts über einen Selbstmord führte dazu, dass die Kirche eine religiöse Zeremonie verweigerte und das Militärministerium keine militärischen Ehren gewährte. Londos blieb zunächst unbestattet und wurde einbalsamiert. Bischof Ionas von Damala berief sich auf den vierzehnten Kanon des Timotheos I. von Alexandria, während Befürworter einer Beerdigung den medizinischen Bericht anführten, der die Selbstmordversion nicht eindeutig bestätigte.
In der Opposition wurden die Reaktionen in den Zeitungen zunehmend scharf. Schwere Vorwürfe wurden gegen Mitglieder der Regierung erhoben, die beschuldigt wurden, von „politischem Hass geblendet“ zu sein. Auch die kirchliche Hierarchie wurde kritisiert, da sie als „sklavisch hinter der Macht herkriechend dargestellt wurde“. Die Regierung wiederum erklärte, dass sie lediglich die kirchlichen Regeln respektiere. Neben Kolettis, der allgemein als Londos' Gegner galt, waren auch andere Politiker, die Schlüsselpositionen in der Regierung innehatten, ihm feindlich gesinnt, darunter Ioannis Poniropoulos, Kitsos Tzavelas und Kanaris.
Tagelang dominierten Artikel zur „Londos-Frage“ die Zeitungen. Am 27. September wandten sich angesehene Bürger an den Ministerrat und ersuchten um eine religiöse oder militärische Beerdigung.
Am 10. Oktober entschieden Londos' Brüder Lukas und Anastasios sowie sein Schwiegersohn Leo Messinezis, den Leichnam nach Piräus und von dort nach Egio zu überführen. Die Zeremonie nahm dabei einen regierungsfeindlichen Charakter an. Am Tag der Zeremonie wurde der Verstorbene in einer Urne, gekleidet in seine Generaluniform und geschmückt mit Medaillen, zur letzten Ehre aufgebahrt. Der Präsident des Parlaments, Rigas Palamidis, hinterließ ein Epitaph auf seinen sterblichen Überresten Die Prozession begann um halb zwei Uhr nachmittags und wurde von etwa siebzig Kutschen begleitet. In Piräus hielt der Anwalt Perikles Argyropoulos eine Rede.
In Egio wurde Londos am 15. Oktober bei Sonnenaufgang an Land gebracht. Eine große Menge aus der Stadt und den umliegenden Dörfern nahm an der Zeremonie teil. Andreas Kalamogdarte hielt eine bewegende Ansprache, und Anastasios und Lukas Londos dankten den Bürgern für ihre Unterstützung. Die geplante Beerdigung in Agia Lavra fand nicht statt; Londos wurde stattdessen an einem Ehrenplatz nördlich der Metropolitankirche von Faneromeni beigesetzt.
Insgesamt wurde Andreas Londos drei Mal bestattet, das letzte Mal 1932.

## Andenken
Mit den Jahren wurde die alte Kirche von Faneromeni zerstört und an derselben Stelle durch eine neue ersetzt, die bis heute erhalten ist. Das Grab von Andreas Londos blieb jedoch bestehen. Eine einfache Platte, die heute in Stücken im Historischen und Volkskundemuseum der Stadt aufbewahrt wird, bedeckte den Verstorbenen. In den 1920er Jahren wurde auf Kosten des Egio-Vereins „ARATOS“, der zunächst in New York gegründet wurde, ein Grabstein mit der Büste des Kämpfers errichtet. Dieses Werk stammt von G. Demetriades aus Athen. Am Sockel des Denkmals wurden Londos' Gebeine mit Respekt beigesetzt. Im Laufe der Jahre geriet die Erinnerung an Londos in Vergessenheit, und das Wissen über die lokale Geschichte nahm ab. Bei der späteren Verlegung des Grabmals wurden die Gebeine des Verstorbenen wiederentdeckt, was die historischen Quellen nach einiger Überprüfung bestätigten.
Heute wird Andreas Londos in Griechenland als Nationalheld geehrt. In seiner Heimatstadt, Egio, steht ein Denkmal zu seinen Ehren. Am 21. März 2024 fand dort eine Zeremonie mit Kranzniederlegung zu seinem Gedenken statt.
In mehreren Städten wurden Straßen nach Andreas Londos benannt.
Die Ethnologisch-Historische Gesellschaft von Patras (ILEA) setzt sich dafür ein, die historische Flagge von Andreas Londos (rot mit schwarzem Kreuz) als nationales Symbol und als Symbol der Stadt Patras anzuerkennen und zu etablieren.

## Trivia
Andreas Londos erhielt seine Ausbildung in der Schule von Egio unter der Leitung von Efstathios Palamas, dem Vorfahren des später berühmten Dichters Kostis Palamas.
Laut Kallinikos Kastorchis (1789-1877) hielt Andreas Londos in Absprache mit Germanos von Patras am 25. März 1821 vor seinen Landsleuten die gleiche Rede, die Germanos in Agia Lavra gehalten hatte.
Andreas Londos galt als Anhänger der Anglophilie und wird als eine libertäre Persönlichkeit betrachtet, die zwischen der traditionellen Gesellschaft und den modernen Transformationen des frühen Nationalstaates stand.
Germanos von Patras segnete die Flagge von Londos, welche er zur Zeit der Griechischen Revolution benutzt hat.
Manche Quellen geben an, dass er am 27. September 1846 gestorben sei, während andere wiederum den 11. November 1846 angeben. Weiterhin lässt sich auch die Angabe 1845 finden. Diese Daten überwiegen jedoch nicht in der Mehrheit der zufindenen Literatur.
Im Rahmen der Feierlichkeiten zum 200. Jahrestag der griechischen Revolution hat die Akademie von Athen das Zentrum für das Studium der Geschichte des modernen Hellenismus (CEINE) mit der Neuausgabe der ersten beiden Bände des „Archivs von Andreas Londos“ beauftragt. Diese Bände, die ursprünglich 1914 und 1916 mit Unterstützung des alexandrinischen Geschäftsmanns und Wohltäters Antonis Benakis veröffentlicht wurden, dokumentieren das Leben und die Leistungen des bedeutenden achäischen Kämpfers Andreas Londos (1786–1846). Die Dokumente über Londos’ vielseitiges Wirken sind in verschiedenen Archiven im ganzen Land verstreut. Die Akademie von Athen zielt darauf ab, eine umfassende Langzeitstudie zu initiieren, die das Leben und Erbe dieses historischen Akteurs detailliert erfassen soll.
Das Historische Museum von Egio befindet sich im Haus von Anastasios Londos, dem Bruder von Andreas Londos, einem Gebäude aus dem 19. Jahrhundert. In diesem Museum sind eine Kopie der Flagge von Andreas Londos, die erste Marmorplatte seines Grabes (welche 1959 im zerbrochenen Zustand wiederentdeckt wurde), ein Porträt von ihm sowie das von König Otto verliehene Diplom für seine Teilnahme an der Revolution vom 3. September 1843 ausgestellt. Darüber hinaus werden dort seine Auszeichnungen aufbewahrt, die 2011 durch eine Spende von Eva Londos, einer Nachkommin, die in Schweden lebt, erworben wurden.
Die Originalflagge von Andreas Londos existiert nicht mehr. Eine originalgetreue Kopie ist jedoch im Historischen Museum von Athen ausgestellt. Eine weitere Kopie, die den genauen Maßen und Farben des Originals entspricht, befindet sich ebenfalls im Historischen Museum von Egio.
Der Säbel von Andreas Londos befindet sich im Benaki-Museum.